# Rafael de Valenzuela y Urzaiz
Rafael de Valenzuela y Urzaiz (Saragosse, 1881 - Tafersit, 1923) était un militaire espagnol, commandant en chef de la Légion. 
Homme cultivé, Valenzuela choisit le métier des armes et accomplit la quasi-totalité de sa carrière au Maroc, où la guérilla rifaine d’Abdelkrim menait alors la vie dure aux troupes espagnoles. Nommé à la tête de la Légion en 1922, il fut chargé en juin de l'année suivante, dans le cadre d’opérations de consolidation des positions espagnoles à la suite du désastre d’Anoual deux ans plus tôt, de s’emparer de certaine butte non loin de Tafersit, en terrain périlleux. Si l’opération réussit finalement, notamment grâce à la bravoure personnelle de Valenzuela, celui-ci cependant y laissa la vie. Francisco Franco lui succéda à la tête de la Légion.

## Biographie

### Jeunes années, formation et début de carrière
Rafael de Valenzuela suivit ses études secondaires au collège jésuite El Salvador (littér. le Sauveur) de Saragosse, où il obtint d’excellentes notes. Humaniste et polyglotte —  il parvint à maîtriser, outre l’espagnol, les langues française, anglaise, allemande, grecque ancienne et latine, avec une égale aisance —, il était aussi chevalier de l'ordre de Santiago et de la Real Maestranza de Caballería de Saragosse, institution nobiliaire d’équitation remontant au XIIe siècle.
Inscrit à l’Académie d’infanterie de Tolède en juin 1897, à l’âge de quinze ans, il en sortit diplômé trois ans plus tard avec le grade de lieutenant en second (ou enseigne). Au terme d’un bref séjour dans la métropole, il reçut une affectation au Maroc, où allait se dérouler la plus grande partie de sa carrière militaire.
Dans son Historia de la Legión española, l’auteur Carlos de Arce Robledo évoque comme suit la figure de Rafael de Valenzuela : « Homme de haute stature et vigoureux, d’une physionomie aux traits affirmés. Formé dans l’héroïque corps d’officiers africain, ayant le cœur ancré dans le Rif ». 
Valenzuela fut nommé commandant en chef de la Légion espagnole le 15 novembre 1922 en remplacement du lieutenant-colonel Millán-Astray en novembre 1922 (ce dernier ayant en effet dû démissionner par suite de ses dissensions avec les dénommées Juntas de Defensa), et arriva à Ceuta début décembre de la même année, pour y prendre son service sur-le-champ,.

### Guerre du Rif

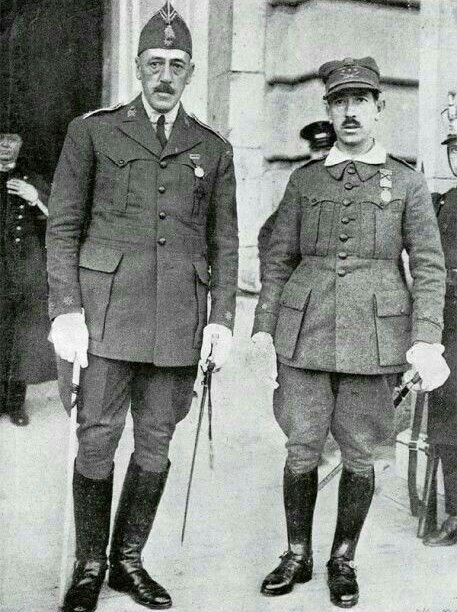
Rafael Valenzuela, nouvellement nommé commandant en chef de la Légion, aux côtés de son adjoint Ortiz de Zárate, en 1922.

Le 28 octobre 1922, la Légion s’était rendue maître de la position de Tizi Azza, près du port du même nom. Cependant, le fortin de Tizi Azza, situé sur une butte entourée d’un terrain accidenté, était d’une défense malaisée, et plus encore, de difficile approvisionnement, celui-ci devant en effet se faire en empruntant une profonde gorge non protégée. La configuration du terrain offrait donc un avantage marqué aux rebelles rifains, en l’espèce ceux de la tribu belliqueuse des Beni Ouriaghel (dont le chef Abdelkrim fut le meneur de la révolte du Rif et à l’origine à l’été 1921 du désastre d’Anoual, qui coûta la vie à environ douze mille Espagnols), ce qui allait se vérifier de façon sanglante les 28, 29 et 31 mai 1923. Face à l’encerclement de plus en plus étroit imposé par les Rifains, la Légion devait sans cesse, à coups de baïonnette, garder ouvert le passage pour les convois de ravitaillement à destination du fortin et de la casemate Benítez.
Valenzuela, promu entre-temps au rang de lieutenant-colonel, se trouvait à ce moment en permission à Madrid, ce qu’il avait mis à profit pour s’entretenir avec le roi Alphonse XIII (sa famille résidait alors à Cordoue). Sitôt qu’il apprit la nouvelle de la situation épineuse à Tizi Azza, Valenzuela se mit en route et arriva le 4 juin à Tafersit, où il trouva rassemblés les 1er, 2e et 4e bataillons (banderas) de la Légion. Le commandant de la colonne espagnole, le colonel Mateo, communiqua à Valenzuela avoir reçu des confidences de quelques soldats tombés au combat suggérant que les troupes rifaines étaient démoralisées et que la victoire serait donc facile, en raison de quoi il ordonna d’occuper le fort Peña Tahuarda. 
Bien que peu convaincu de la véracité de telles confidences, Valenzuela considéra de son devoir de se soumettre à l’« esprit de discipline » — objet du reste d’un article du Crédo légionnaire s’énonçant comme suit : « Vous accomplirez votre devoir, vous obéirez jusqu’à la mort ». Pour atteindre Peña Tahuarda, position située à l’ouest de Sidi Messaoud, il fallait préalablement occuper la butte Rouge (en espagnol Loma Roja), la dévaler ensuite sur son versant jusqu’à une ravine sise au pied de Peña Tahuarda, qui faisait figure de fortification naturelle, et enfin se lancer à l’assaut.
À l’aube du 5 juin 1923, la Légion se précipita à l’attaque et, au prix d’un combat sanglant, remplit son premier objectif de parvenir à la ravine, où toutefois l’avancée fut stoppée et où les pertes espagnoles ne cessaient de s’alourdir. La situation, de plus en plus pénible, menaçait, comme dans les jours précédents, de déboucher sur un nouvel échec, lorsque Valenzuela, tenant le béret légionnaire dans la main gauche et son pistolet dans la main droite, se jeta à l’assaut au cri de « À moi les valeureux ! Vive la Légion ! », et, suivi de sa troupe, réussit à s’emparer du sommet. Cependant, touché par sept balles lors du combat, Valenzuela avait péri dans l’opération ; l’action de récupération de sa dépouille menée le lendemain par ses légionnaires coûta la vie à 40 de ses hommes. Laissant Peña Tahuarda en arrière, la troupe s’employa ensuite à préserver Tizi Azza des attaques rifaines.
À la suite de la mort de Valenzuela, nombreux furent les impétrants pour lui succéder à la tête de la Légion, dont entre autres Antonio García Pérez et Francisco Franco, successeur logique, qui avait auparavant déjà (en vain) brigué le poste, et dont la candidature fut finalement retenue,.

## Translation de sa dépouille vers la Métropole

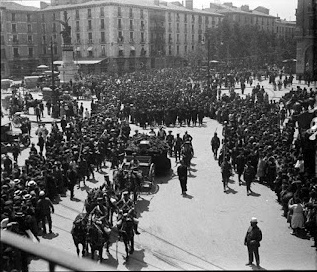
Obsèques de Valenzuela à Saragosse.

Le corps de Valenzuela fut escorté par des légionnaires à partir du champ de bataille jusqu’à Melilla, et de là, en passant par le port de Malaga et par Madrid (où sa famille reçut les condoléances du roi), jusqu’à Saragosse, où un public nombreux accompagna le cercueil depuis la gare de chemin de fer jusqu’à la crypte de la basilique Notre-Dame-du-Pilier, honneur normalement réservé aux personnalités ecclésiastiques. On put lire dans une certaine presse plusieurs articles et éditoriaux dithyrambiques, dont le passage suivant, paru dans El Telegrama del Rif, est en mesure de donner une idée :

« Le corps gisant à terre de Valenzuela grandit devant les pupilles dilatées de ses guerriers, à la façon d’un tumulus géant érigé à ce moment-là, dans la terre inhospitalière, à la grandeur et à la douleur de l’Espagne. C’est lui le rempart de ceux qui sur les hauteurs attendent, le souffle haletant, les éléments dont ils ont besoin pour conserver immaculé notre prestige. »

## Décorations et hommages

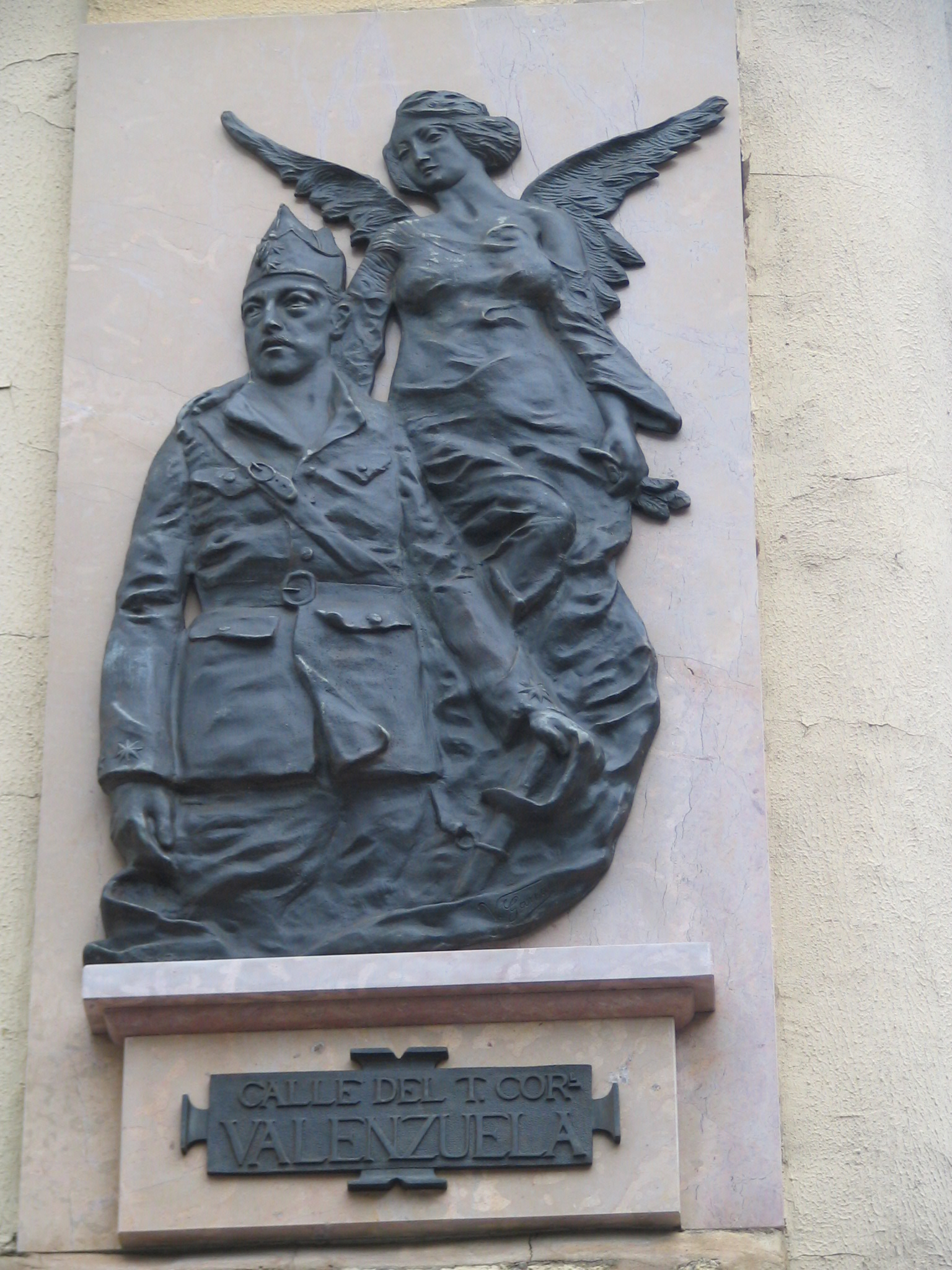
Plaque commémorative apposée sur la place Salamero (angle Calle Teniente Coronel Valenzuelo / Calle Cinco de Marzo) à Saragosse.

En son honneur fut créé en 1925 le 7e bataillon (VII Bandera), appartenant au Tercio Don Juan de Austria (3e tercio de la Légion), qui sera en garnison dans les villes de Larache (Maroc, 1939-1956), d'Es-Semara (dans le Sahara occidental, 1956-1976), de Puerto del Rosario (sur l’île de Fuerteventura, dans les Canaries, 1976-1996), et enfin, jusqu’à aujourd’hui, dans la ville de Viator (province d’Almería) en Andalousie (depuis 1996). La Bandera a combattu — ou servi dans des opérations de pacification — au Maroc, à Ifni, dans le Sahara occidental, en Bosnie-Herzégovine, au Kosovo, en Irak, en Afghanistan et en République démocratique du Congo.
Le lieutenant-colonel Valenzuela se vit conférer, entre autres décorations, la croix de Marie-Christine, la médaille de la Campagne du Maroc, la croix du Mérite militaire avec insigne rouge, et la Médaille  militaire individuelle, à titre posthume.
Une rue de Saragosse a été baptisée à son nom et dotée d'une plaque commémorative.

## Sources archivistiques
- Colegio El Salvador (Zaragoza)
- Archivo General Militar (Ségovie)
- Palacio de Montemuzo (Saragosse) (Archivo-Biblioteca-Hemeroteca)
- Musée de la Légion (Ceuta)
- Bibliothèque nationale d’Espagne (Madrid)
- Instituto de Historia y Cultura Militar (Madrid)